# 化學相似性
化學相似度（或分子相似度）指兩個元素、分子或化合物的結構的相似程度，或是在化學反應的效果之相似程度。若是探討在生物上的效應及其相似度，一般用化合物的生物活性，否則使用化合物的活性度來衡量參與化學反應的效果。
化學相似度（或分子相似度）的概念是化學信息學的重要主題。在化合物性質預測或設計特定性質化合物的现代研究中，化學相似度都有重要意义。有些藥物設計研究會使用大型化學品資料庫进行篩選，也和化學相似度有關。上述研究的基礎是Johnson和Maggiora的相似性質定律：「相似化合物會有相似性質」。

## 量度
化學相似度一般表示為在描述空間中距離度量的倒數。距離度量依三角不等式成立與否，可分為欧几里得度量或非欧几里得度量。

## 相似度搜尋及虚拟筛选
以相似度為基礎的虚拟筛选是一種ligand-based的虚拟筛选，假設一資料庫中查到和某一化合物類似的所有化合物都有類似的生物活性。不過此假設不一定成立，常常找到的化合物活性比原化合物要大很多。要以高效率在數百萬種化合物的資料庫筛选相似度，分子結構常以分子筛（molecular screen）、结构密钥（structural key）或是長度固定（或可變）的分子指紋（molecular fingerprint）來表示。分子筛及指紋常包括2D及3D的資訊，不過2D資訊（a kind of binary fragment descriptors）比較常用。一些基於片段的结构密钥（Fragment-based structural keys），例如MDL keys，已足於處理小型及中型的化學資料庫，不過在處理大型化學資料庫時仍需要資訊密度更高的分子指紋。基於片段的Daylight指紋、BCI指紋及UNITY 2D指紋（Tripos）是最好的例子。當比較二化合物分子指紋時，最常用杰卡德系数T來度量其相似程度。若二個化學結構Daylight指紋的{\displaystyle T>0.85}，一般就視為相似。

## 外部連結
- Small Molecule Subgraph Detector (SMSD) （页面存档备份，存于）是一個Java的軟體函式庫，可以計算二個小分子之間的最大共同子圖（Maximum Common Subgraph, MCS)，有助於找出二個分子之間的相似程度或是距離度量，MCS is also used for screening drug like compounds by hitting molecules, which share common subgraph (substructure)。
- Chemical Similarity (QSAR World)
- Similarity Principle
- Fingerprint-based Similarity used in QSAR Modeling
- Brutus是一個基於molecular interaction fields的相近度分析工具。